# Konflikten mellan Libyen och Tchad
Konflikten mellan Libyen och Tchad var ett tillstånd av sporadisk krigföring i Tchad mellan 1978 och 1987. Libyens inblandning i Tchads inre angelägenheter inleddes 1968, då inbördeskriget i Tchad utvidgades till norra Tchad, och blev mer intensivt 1969 då Muammar al-Gaddafi tog makten i Libyen. Konflikten utmärktes av fyra olika libyska interventioner i Tchad, som skedde 1978, 1979, 1980–1981 och 1983–1987. Vid alla dessa tillfällen hade Gaddafi stöd av ett antal grupperingar i Tchad som deltog i inbördeskriget, medan Libyens motståndare fick stöd av den franska regeringen, som ingrep militärt för att rädda Tchads regering 1978, 1983 och 1986.
Krigets militära mönster avtecknade sig redan 1978. Libyerna tillhandahöll utrustning, artilleri och flygstöd och deras tchadiska allierade stod för infanteriet som utförde det mesta av spanandet och stridandet. Detta mönster kom att ändras radikalt 1986, mot slutet av kriget, när alla tchadiska styrkor gick samman mot Libyens ockupation av norra Tchad med en enighet som aldrig tidigare hade setts i Tchad. Detta berövade de libyska styrkorna deras vanliga infanteri, precis när de fann sig i konfrontation mot en rörlig armé, som nu var välutrustad med pansarvärnsrobotar och luftvärnsrobotar, och avslutade därmed Libyens överlägsenhet i eldkraft. Det som följde var det så kallade Toyotakriget, där de libyska styrkorna besegrades och kördes ut från Tchad, vilket blev slutet på konflikten.
Den ursprungliga orsaken till Gaddafis inblandning i Tchad var hans ambition att annektera Aouzouremsan, den nordligaste delen av Tchad, som han gjorde anspråk på med hänvisning till ett oratificerat fördrag från kolonialtiden. År 1972 blev hans mål, enligt historikern Mario Azevedos bedömning, att skapa en klientstat på Libyens "undersida", en islamisk republik utformad i likhet med hans jamahiriya, som skulle upprätthålla nära band med Libyen och säkra hans kontroll över Aozouremsan, att driva ut Frankrike från området, och att använda Tchad som en bas för att utöka sitt inflytande i Centralafrika.

## Händelser

### Ockupationen av Aouzouremsan

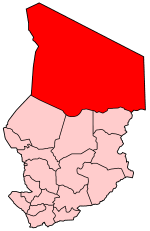
BET-prefekturen rödmarkerad

Libyens inblandning i Tchad kan sägas ha börjat 1968, under inbördeskriget i Tchad, då den upproriska muslimska grupperingen FROLINAT utvidgade sitt gerillakrig mot den kristne presidenten François Tombalbaye till BET-prefekturen i norr. Det hade alltid funnits starka länkar över gränsen mellan Tchad och Libyen och därför kände sig Libyens kung Idris tvungen att stödja FROLINAT. För att bevara relationerna med Tchads före detta kolonialherre och nuvarande skyddsmakt Frankrike begränsade sig Idris till att ge rebellerna en fristad på libyskt territorium och att inte tillhandahålla militär utrustning, enbart förnödenheter.
Allt detta ändrades med statskuppen i Libyen den 1 september 1969 som avsatte Idris och förde Muammar al-Gaddafi till makten. Gaddafi gjorde anspråk på Aouzouremsan i norra Tchad, med hänvisning till ett oratificerat fördrag som undertecknades 1935 mellan Italien och Frankrike, (dåvarande kolonialmakter i Libyen respektive Tchad). Sådana anspråk hade tidigare gjorts 1954 när Idris försökte ockupera Aouzou, men hans styrkor trycktes tillbaka av Franska kolonialstyrkorna.

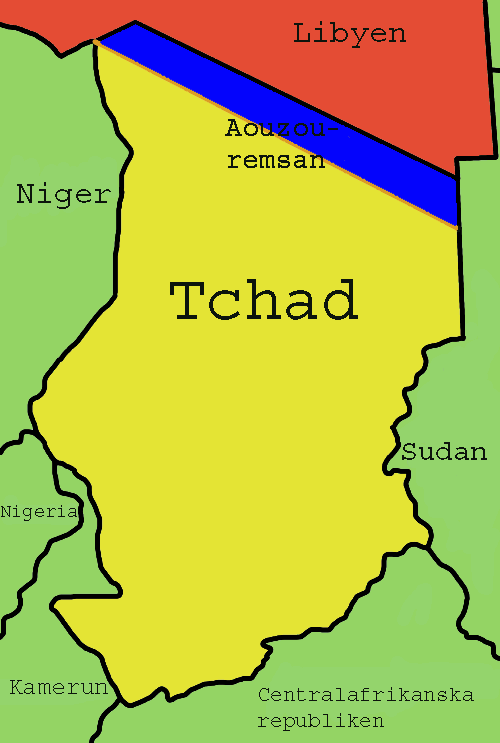
Aouzouremsan, blåmarkerad.

Gaddafi hade i början en försiktig inställning till FROLINAT, men vid 1970 hade han kommit att se organisationen som användbar för sina behov. Med stöd av östländer, särskilt Östtyskland, tillhandahöll han träning, beväpning och finansiering åt rebellerna. Den 27 augusti 1971 skedde ett kuppförsök mot Tombalbaye, organiserat Gaddafi, som var nära att lyckas. Detta kan ha utlösts av Libyens ängslan efter ett försök som gjordes 24 juli att skapa försoning mellan kristna och muslimer i Tchad genom att ge hälften av regeringsposterna till muslimska politiker. Fastän åtgärden förkastades av FROLINAT sågs en sådan öppning av Gaddafi som ett hot mot hans inflytande i Tchad.
På dagen för den misslyckade kuppen bröt Tombalbaye alla diplomatiska förbindelser med Libyen, inbjöd alla libyska oppositionsgrupper att basera sig i Tchad, och började göra anspråk på regionen Fezzan i Libyen med hänvisning till "historiska rättigheter." Gaddafis svarade genom att den 17 september erkänna FROLINAT som den enda legitima regeringen i Tchad, varefter Tchads utrikesminister Baba Hassan i oktober i FN fördömde Libyens "expansionistiska idéer."
Efter franska påtryckningar på Libyen, och med Nigers president Hamani Diori som medlare, återupptog Tchad och Libyen diplomatiska förbindelser den 17 april 1972. Kort därefter bröt Tombalbaye de diplomatiska förbindelserna med Israel. Han sägs den 28 november i hemlighet ha accepterat att avträda Aozouremsan till Libyen. I utbyte utlovade Gaddafi 40 miljoner pund till Tombalbaye och de två länderna undertecknade ett vänskapsavtal i december. Gaddafi drog tillbaka sitt officiella stöd till FROLINAT och tvingade dess ledare Abba Siddick att flytta sitt högkvarter från Tripoli till Alger. Goda relationer bekräftades under de följande åren. Gaddafi besökte Tchads huvudstad N'Djamena i mars 1974, och samma månad skapades en gemensam bank för att tillhandahålla investeringspengar åt Tchad.
Ett halvår efter att 1972 års fördrag hade undertecknats gick libyska trupper in i Aozouremsan och upprättade en flygbas skyddad av luftvärnsmissiler strax norr om Aozou. En civil administration upprättades, ansluten till Kufra, och libyskt medborgarskap erbjöds de några tusen invånarna i området. Från den tidpunkten beskrevs området som en del av Libyen på libyska kartor.
De exakta villkoren för hur Libyen tog Aozouremsan är delvis oklara. Att en hemlig överenskommelse mellan Tomalbaye och Gaddafi fanns avslöjades först 1988, då den libyske ledaren visade upp en påstådd kopia av ett brev där Tombalbaye erkänner Libyens anspråk. Mot detta har forskare som Bernard Lanne hävdat att det aldrig fanns någon sorts formell överenskommelse, och att Tombalbaye helt enkelt hade funnit det fördelaktigt för sig själv att inte nämna att en del av hans land ockuperades. Libyen förmådde inte heller uppvisa originalet av överenskommelsen när frågan om Aozouremsan fördes inför Internationella domstolen i Haag 1993.

### Upproret utvidgas
Närmandet skulle inte vara länge, då Tombalbaye avsattes i en statskupp den 13 april 1975 och ersattes av general Felix Malloum. En av anledningarna till kuppen var motstånd mot Tombalbayes undfallande politik mot Libyen, och Gaddafi såg därför kuppen som ett hot mot sitt inflytande i Tchad och återupptog sitt stöd till FROLINAT.
I april 1976 utsattes Malloum för ett mordförsök med stöd från Gaddafi, och samma år började libyska trupper göra räder in i centrala Tchad tillsammans med styrkor från FROLINAT.
Libyens aktivism började skapa oro inom den starkaste av de grupper som FROLINAT hade uppdelats i, Conseil de Commandement des Forces Armées du Nord (CCFAN). Upprorsrörelsen splittrades i oktober 1976 på frågan om stödet från Libyen hade egennyttiga motiv. En minoritet lämnade milisen och bildade Forces Armées du Nord (FAN), ledda av den antilibyske Hissène Habré, medan majoriteten, som var villig att godta en allians med Gaddafi, styrdes av Goukouni Oueddei. Den senare gruppen bytte snart namn till Forces Armées du Peuple (FAP).
Under de åren hade Gaddafis stöd mestadels varit moraliskt och tillförseln av vapen endast marginell. Allt detta började förändras i februari 1977, då libyerna tillhandahöll hundratals AK-47 automatkarbiner, dussintals bazookas, 81 och 82mm granatkastare och rekyllösa kanoner åt Goukounis män. Beväpnade med dessa vapen attackerade FAP i juni Tchads armés (FAT:s) fästen Bardaï och Zouar i Tibesti och Ounianga Kebir i Borkou. Goukouni tog med denna attack full kontroll över Tibesti, eftersom Bardaï, som var belägrat sedan 22 juni, kapitulerade den 4 juli, och Zouar evakuerades. FAT förlorade 300 man, och mängder militär utrustning föll i händerna på rebellerna. Ounianga attackerades den 20 juni, men räddades för tillfället av de franska militära rådgivare som fanns där.
Eftersom det hade blivit uppenbart att Aouzouremsan användes av Libyen som bas för djupare inblandning i Tchad, beslöt Malloum detta år att föra frågan om ockupationen av remsan inför Förenta Nationerna och OAU. Malloum beslöt också att han behövde nya allierade, och på grund av detta förhandlade han fram en formell allians med Habré, Khartoumavtalet, i september. Detta avtal hölls hemligt till 22 januari, då en grundläggande stadga undertecknades, varefter en nationell samlingsregering bildades den 29 augusti 1978 med Habré som premiärminister. Avtalet mellan Malloum och Habré främjades aktivt av Sudan och Saudiarabien, som båda fruktade ett radikalt Tchad kontrollerat av Gaddafi och såg Habré, med sina goda muslimska och antikolonialistiska meriter, som den enda chansen stoppa Gaddafis planer.

### Libysk eskalering
Gaddafi uppfattade avtalet mellan Malloum och Habré som ett allvarligt hot mot sitt inflytande i Tchad, och svarade omedelbart med att föra Libyens inblandning till tidigare ej uppnådda nivåer. För första gången med aktiv medverkan av libyska marktrupper genomförde Goukounis FAP 29 januari 1978 den så kallade Ibrahim Abatcha-offensiven mot de sista utposterna som regeringen höll i norra Tchad, nämligen Faya-Largeau, Fada och Ounianga Kebir. Attackerna var fullständigt framgångsrika, och Goukouni och libyerna tog full kontroll över BET-prefekturen.
Den avgörande sammandrabbningen mellan Libyens och FAP:s styrkor och Tchads reguljära styrkor skedde vid Faya-Largeau, huvudstaden i BET. Staden, som försvarades av 5 000 tchadiska soldater, föll den 18 februari efter våldsamma strider till 2 500 rebeller med stöd av möjligen så många som 4 000 libyska soldater. Libyerna tycks inte ha deltagit direkt i striderna, utan tillhandahöll pansar, artilleri och luftstöd. Detta mönster kom att upprepas i framtiden. Rebellerna var också mycket bättre beväpnade än tidigare, och uppvisade luftvärnsrobotar av typen Strela-2.
Goukouni hade tagit omkring 2 500 fångar i dessa segrar och de som vanns 1977. Därmed hade Tchads armé förlorat minst 20% av sitt soldatmaterial och särskilt Garde Nationale et Nomade (GNN) decimerades kraftigt av förlusterna i Fada och Faya. Goukouni använde dessa segrar för att stärka sin position inom FROLINAT. Under en libyskstödd kongress som hölls i mars i Faya återförenades de största rebellgrupperna och nominerade Goukouni till ny generalsekreterare för FROLINAT.
Malloums reaktion på Goukounis och Gaddafis offensiv var att bryta de diplomatiska förbindelserna med Libyen den 6 februari och föra frågan om Libyens inblandning i striderna inför FN:s säkerhetsråd, samt åter ta upp frågan om Libyens ockupation av Aouzouremsan. Den 9 februari, efter Fayas fall, tvingades dock Malloum godta en vapenvila och dra tillbaka protesten. Vapenvilan uppnåddes eftersom Libyen hade hejdat Goukounis framfart på grund av påtryckningar från Frankrike, som då var en viktig vapenleverantör till Libyen.
Malloum och Gaddafi återupptog de diplomatiska förbindelserna den 24 februari i Sebha i Libyen, där en internationell fredskonferens hölls med Nigers president Seyni Kountché och Sudans vicepresident som medlare. Under tunga påtryckningar från Frankrike, Sudan och Zaire, tvingades Malloum den 27 mars att underteckna Benghaziavtalet, som erkände FROLINAT och godkände en ny vapenvila. Bland de huvudsakliga villkoren i avtalet var skapandet av en gemensam libysk-nigerisk militär kommitté, som fick i uppdrag att genomföra avtalet. Genom denna kommitté legitimerade Tchad libysk intervention på sitt territorium. Avtalet innehöll också ett annat villkor som uppskattades av Libyen, nämligen ett slut på all fransk militär närvaro i Tchad. Det dödfödda avtalet var för Gaddafi inget mer än en strategi för att stärka sin "skyddsling" Goukouni. Det försvagade också betydligt Malloums prestige bland sydtchadier, som såg hans eftergifter som bevis på svagt ledarskap.
Den 15 april, bara några dagar efter att han undertecknat vapenvilan, lämnade Goukouni Faya och efterlämnade där en libysk garnison om 800 man. Goukounis styrkor, som förlitade sig på stöd från libyskt pansar och luftstridskrafter, erövrade en liten garnison från Tchads armé och vände sig i riktning mot huvudstaden N'Djamena.
Mot dessa stod nyanlända franska styrkor. Redan 1977, efter Goukounis första offensiver, hade Malloum bett om att fransk militär skulle återvända till Tchad, men Frankrikes president Valéry Giscard d'Estaing var till en början tveksam till att utlova något före det franska parlamentsvalet i mars 1978. Frankrike var också oroligt för att skada sina lönsamma kommersiella och diplomatiska förbindelser med Libyen. Slutligen övertygade den snabbt förvärrande situationen i Tchad presidenten att 20 februari inleda Opération Tacaud. I april hade 2 500 franska soldater anlänt till Tchad för att säkra huvudstaden mot rebellerna.
Det avgörande slaget ägde rum vid Ati, en ort cirka 430 kilometer nordost om N'Djamena. Ortens garnison om 1 500 soldater attackerades 19 maj av FROLINAT, utrustade med artilleri och moderna vapen. Garnisonen undsattes av ankomsten en tchadisk pansarstödd styrka och, mer betydelsefullt, av franska främlingslegionen och 3:e marina infanteriregementet. I ett två dagar långt slag slogs FROLINAT tillbaka med svåra förluster. Denna seger bekräftades i juni av en annan strid vid Djedaa, efter vilken FROLINAT erkände sig besegrat och flydde norrut, efter att ha förlorat 2 000 man och lämnat den "ultramoderna utrustning" som de bar med sig på marken. Av nyckelbetydelse i dessa slag var den fullständiga överlägsenhet i luften som fransmännen kunde räkna med, då det libyska flygvapnets piloter inte var beredda att strida mot fransmännen.

### Libyska svårigheter
Bara några månader efter den misslyckade offensiven mot huvudstaden skingrade stora meningsskiljaktigheter inom FROLINAT alla spår av enighet och försvagade Libyens makt i Tchad kraftigt. På natten 27 augusti attackerade Ahmat Acyl, ledaren för Volcanarmén, Faya-Largeau med stöd av libyska trupper i vad som tycktes vara ett försök av Gaddafi att avsätta Goukouni från ledningen för FROLINAT och ersätta honom med Acyl. Försöket slog slint då Goukouni reagerade genom att utvisa alla libyska militära rådgivare som fanns i Tchad, och började söka en kompromiss med Frankrike.
Anledningarna till motsättningen mellan Gaddafi och Goukouni var både etniska och politiska. FROLINAT var delat mellan araber, som Acyl, och tubuer, som Goukouni och Habré. Dessa etniska uppdelningar avspeglade också en skillnad i inställning till Gaddafi och hans Gröna bok. I synnerhet hade Goukouni och hans män visat sig tveksamma till att följa Gaddafis anhållanden om att göra Gröna boken till FROLINAT:s officiella politik, och hade först försökt avvakta och lämna frågan till rörelsens fullständiga återförening. När enandet hade åstadkommits och Gaddafi åter tryckte på för antagande av Gröna boken blev skiljaktigheterna i Revolutionsrådet uppenbara. Många uttalade sin lojalitet mot rörelsens ursprungliga plattform, som godkändes 1966 när Ibrahim Abatcha utsågs till dess första generalsekreterare, medan andra, däribland Acyl, helt och hållet anammade Gaddafis idéer.
I N'Djamena beredde den samtidiga närvaron av två arméer, premiärminister Habrés FAN och president Malloums FAT, väg för slaget om N'Djamena, som kom att åstadkomma statens kollaps och den nordliga elitens tillträde till makten. En mindre incident eskalerade den 12 februari till hårda strider mellan Habrés och Malloums styrkor, och slaget intensifierades den 19 februari då Goukounis män gick in i huvudstaden för att strida tillsammans med Habré mot FAT. Det uppskattas att vid 16 mars, då den första internationella fredskonferensen ägde rum, hade 2 000–5 000 personer dödats och 60 000–70 000 tvingats fly huvudstaden. Den kraftigt minskade tchadiska armén lämnade huvudstaden i rebellernas hand och omorganiserade sig i söder under ledning av Wadel Abdelkader Kamougué. Under slaget stod den franska garnisonen passivt vid sidan om och hjälpte till och med Habré vid några tillfällen, som när de krävde att Tchads flygvapen skulle stoppa sina bombningar.
En internationell fredskonferens hölls i Kano i Nigeria, där Tchads grannländer deltog tillsammans med Malloum för Tchads armé, Habré för FAN och Goukouni för FAP. Kanoavtalet undertecknades den 16 mars av alla närvarande, och Malloum avgick för att ersättas av ett råd under Goukounis ordförandeskap. Detta var en följd av påtryckningar från Nigeria och Frankrike för att Goukouni och Habré skulle dela makten. Fransmännen i synnerhet såg detta som en del av sin strategi att kapa alla band mellan Goukouni och Gaddafi. Några veckor senare bildade samma grupperingar Gouvernement d'Union Nationale de Transition (GUNT), som hölls samman till stor del av en gemensam önskan att hålla Libyen utanför Tchad.
Trots att Libyen hade undertecknat Kanoavtalet, var det förargat över att GUNT inte inkluderade ledarna för Volcanarmén och inte hade erkänt Libyens anspråk på Aouzouremsan. Redan sedan 13 april hade det varit viss libysk militär verksamhet i norra Tchad, och stöd gavs till separatiströrelsen i södern, men ett större svar kom först efter 25 juni, när ultimatumet för att bilda en ny, mer inkluderande koalitionsregering som hade ställts av Tchads grannländer gick ut. Den 26 juni invaderade 2 500 libyska soldater Tchad och avancerade i riktning mot Faya-Largeau. Dessa styrkor hindrades först av Goukounis milismän, och tvingades sedan retirera, särskilt på grund av franska spaningsflygplan och bombplan (Tchads regering hade bett om hjälp från Frankrike när attacken inleddes). Under samma månad grundade de grupperingar som uteslutits av GUNT i norra Tchad med libyskt militärt stöd en motregering, Front for Joint Provisional Action (FACP).
Striderna med Libyen, Nigerias införande av ekonomisk bojkott och internationella påtryckningar ledde till en ny internationell fredskonferens i Lagos i augusti, där alla elva grupperingar i Tchad deltog. Ett nytt avtal, Lagosavtalet, undertecknades den 21 augusti, enligt vilket ett nytt GUNT skulle bildas och vara öppet för alla grupperingar. De franska trupperna skulle lämna Tchad, och ersättas av en multinationell afrikansk fredsstyrka. Det nya GUNT tillträdde i november, med Goukouni som president, Kamougué som vicepresident, Habré som försvarsminister och Acyl som utrikesminister. Trots att Habré ingick fanns det tillräckligt många Libyenvänner i den nya samlingsregeringen för att göra Gaddafi nöjd.

### Libysk intervention
Det blev tydligt från början att Habré isolerade sig från de andra medlemmarna i samlingsregeringen GUNT, som han behandlade med förakt. Habrés fientlighet mot Libyens inflytande i Tchad förenades med hans framåtanda och hänsynslöshet. Bedömare drog slutsatsen att krigsherren Habré aldrig skulle nöja sig med mindre än det högsta ämbetet. I denna kontext ansågs det att förr eller senare en väpnad konfrontation mellan Habré och de Libyenvänliga grupperingarna skulle äga rum, och än mer betydelsefullt, mellan Habré och Goukouni.
Som väntat blev sammanstötningarna i huvudstaden mellan Habrés FAN och pro-libyska grupper mer och mer allvarliga. Till slut utlöste en mindre incident, liksom hade skett med det första slaget 1979, det andra slaget vid N'Djamena. Inom tio dagar hade sammanstötningarna mellan FAN och Gokounis FAP, som båda hade 1 000-1 500 soldater i staden, orsakat tusentals offer och försatt ungefär halva huvudstadens befolkning på flykt. De fåtaliga återstående franska trupperna, som drog sig ur den 4 maj, förklarade sig neutrala, liksom den zairiska fredsstyrkan.
Medan FAN mottog ekonomiskt och militärt stöd från Sudan och Egypten fick Goukouni snart efter att slaget börjat väpnat stöd från Kamougués FAT och Acyls CDR, och utrustades med libyskt artilleri. Den 6 juni tog FAN kontroll över staden Faya. Detta skrämde Goukouni och han undertecknade den 15 juni ett vänskapsavtal med Libyen. Avtalet gav Libyen fri hand i Tchad och legitimerade dess närvaro i landet. Detta var särskilt tydligt i avtalets första artikel, där det var skrivet att de två länderna förband sig till ömsesidigt försvar, och att ett hot mot det ena landet utgjorde ett hot mot det andra.
Med början i oktober verkade libyska trupper som flugits från Aouzouremsan i samarbete med Goukounis styrkor för att åter ockupera Faya. Staden användes sedan som samlingspunkt för pansarvagnar, artilleri och pansarfordon som rörde sig söderut mot huvudstaden N'Djamena.
En attack inledd den 6 december, med sovjetiska pansarvagnar av typerna T-54 och T-55 i spetsen, som uppges ha koordinerats av rådgivare från Sovjetunionen och Östtyskland, ledde till huvudstadens fall den 16 december. Den libyska styrkan, som omfattade mellan 7 000 och 9 000 man i reguljära enheter och den paramilitära panafrikanska Islamiska legionen, 60 pansarvagnar, samt andra pansarfordon, hade skeppats över 1 100 kilometer öken från Libyens sydgräns, delvis med flyg och tanktransport, delvis av egen kraft. Själva gränsen låg 1 000 till 1 100 kilometer från Libyens huvudbaser vid Medelhavets kust. Libyens intervention gav prov på en imponerande logistisk förmåga, och innebar Gaddafis första militära seger och en betydande politisk bedrift.
Habré tvingades i exil och hans styrkor befann sig i gränszonerna i Darfur, men han förblev trotsig. Den 31 december tillkännagav han i Dakar att han skulle fortsätta kriga som gerillaledare mot GUNT.

### Libyskt tillbakadragande
Den 6 januari 1981 utfärdades en gemensam kommuniké i Tripoli av Gaddafi och Goukouni om att Libyen och Tchad hade beslutat "att verka för att åstadkomma fullständig enhet mellan de två länderna". Sammanslagningsplanen orsakade starka fientliga reaktioner i Afrika, och fördömdes omedelbart av Frankrike, som 11 januari erbjöd sig att stärka de franska garnisonerna i vänligt sinnade afrikanska stater och den 15 januari försatte den franska medelhavsflottan i beredskap. Libyen svarade genom att hota med att införa ett oljeembargo, medan Frankrike hotade att reagera om Libyen attackerade något annat grannland. Alla ministrar från GUNT som var närvarande med Goukouni i Tripoli, med undantag för Acyl, motsatte sig också avtalet.
De flesta bedömare anser att orsakerna till att Goukouni accepterade överenskommelsen kan hittas i en blandning av hot, intensiv påtryckning och den ekonomiska hjälp som utlovades av Gaddafi. Dessutom hade Goukouni strax före sitt besök i Libyens huvudstad skickat två av sina befälhavare till Libyen för konsultationer. I Tripoli fick Goukouni veta av Gaddafi att de hade blivit mördade av "libyska dissidenter", och att om han inte ville riskera att förlora Libyens gunst och sin makt borde han acceptera sammanslagningsplanen.
Betydelsen av det motstånd som de mötte fick Gaddafi och Goukouni att spela ned betydelsen av tillkännagivandet, och tala om en "union" av folk, inte av stater, som ett "första steg" mot närmare samarbete. Men skadan var redan skedd och den gemensamma kommunikén försvagade kraftigt Goukounis prestige som nationalist och statsman.
Tilltagande internationellt tryck mot Libyens närvaro i Tchad möttes först av Goukouni med uttalandet att libyerna var i Tchad eftersom de efterfrågades av regeringen, och att internationella medlare helt enkelt skulle acceptera beslutet från Tchads legitima regering. I ett möte som hölls i maj hade Goukouni varit mer tillmötesgående och förklarade att tillbakadragande av de libyska styrkorna inte var en prioritet, men att han skulle godta OAU:s beslut. Goukouni kunde vid det tillfället knappast avsäga sig Libyens militära stöd, som var nödvändigt för att hantera Habrés FAN, som stöddes av Egypten och Sudan och finansierades genom Egypten av CIA.
Under tiden började relationerna mellan Goukouni och Gaddafi försämras. Libyska trupper var stationerade i olika delar av norra och centrala Tchad, i antal som vid januari-februari hade nått omkring 14 000 soldater. De libyska styrkorna i landet skapade betydande missnöje inom GUNT, genom att stödja Acyls fraktion i dess dispyter med de andra miliserna, inklusive sammanstötningarna i slutet av april med Goukounis FAP. Det förekom också försök att libyanisera lokalbefolkningen, som fick många att dra slutsatsen att "enande" för Libyen innebar arabisering och påtvingat införande av Libyens politiska kultur, i synnerhet Gröna boken.
Under striderna i oktober mellan Gaddafis islamiska legionärer och Goukounis trupper, och rykten om att Acyl planerade en statskupp för att ta över ledningen över GUNT, krävde Goukouni den 29 oktober fullständigt och ovillkorligt tillbakadragande av libyska styrkor från Tchads territorium, vilket, med början i huvudstaden, skulle vara fullbordat 31 december. Libyerna skulle ersättas av en interafrikansk styrka från OAU. Gaddafi gav med sig, och vid den 16 november hade alla libyska styrkor lämnat Tchad och omplacerats på Aouzouremsan.
Libyens snabba reträtt överraskade många observatörer. Anledningar kunde hittas i Gaddafis önskan att agera värd för OAU:s årskonferens 1982 och inneha ordförandeskapet för OAU det året. En annan punkt kunde hittas i Libyens svåra situation i Tchad där det, utan någon folklig och internationell acceptans för Libyens närvaro, skulle ha blivit svårt att ta den konkreta risken att orsaka ett krig med Egypten och Sudan, som hade stöd av USA. Detta innebär inte att Gaddafi hade givit upp de mål som han hade uppställt för Tchad, men att han nu var tvungen att söka efter någon annan som ledare för Tchad, då Goukouni hade visat sig opålitlig.

### Habré intar N'Djamena
Den första komponenten av den interafrikanska styrkan som anlände i Tchad var de zairiska fallskärmsjägarna. De följdes av nigerianska och senegalesiska styrkor, vilket förde antalet soldater i styrkan till 3 275 man. Innan den fredsbevarande styrkan var fullt utplacerad hade Habré dragit nytta av Libyens tillbakadragande och gjort massiva invägar i östra Tchad, inklusive den viktiga staden Abéché, som föll den 19 november. Den nästa som föll var i början av januari Oum Hadjer, bara 160 kilometer från Ati, den sista relevanta staden före huvudstaden. GUNT räddades för tillfället av IAF, den enda trovärdiga militära styrkan som mötte Habré, som förhindrade FAN från att inta Ati.
I ljuset av Habrés offensiv efterfrågade OAU att GUNT skulle inleda försoningssamtal med Habré. Detta krav avvisades ilsket av Goukouni. Senare skulle han säga:
| ”                   | OAU har lurat oss. Vår säkerhet var fullt försäkrad av libyska trupper. OAU utövade påtryckningar på oss att förvisa libyerna. Nu när de är borta har organisationen övergivit oss medan den tvingar på oss en förhandlingslösning med Hissein Habre | „ |
| – Goukouni Oueddei, | |   |

I maj inledde FAN en slutoffensiv, som passerade utan att hindras av fredsbevararna i Ati och Mongo. Goukouni, som blev mer och mer förargad av den fredsbevarande styrkans vägran att bekämpa Habré, gjorde ett försök att återuppbygga sina förbindelser med Libyen, och nådde Tripoli den 23 maj, men Gaddafi, som blivit bränd av sin erfarenhet från föregående år, utropade sin stat som neutral i inbördeskriget.
GUNT:s styrkor försökte göra ett sista motstånd vid Massaguet, 80 kilometer norr om huvudstaden på vägen mellan Abéché och N'Djamena, men blev besegrade av FAN den 5 juni efter en hård strid. Två dagar senare gick Habré in i N'Djamena utan motstånd, vilket gjorde honom till de facto källan till nationell regering i Tchad, medan Goukouni flydde landet och sökte skydd i Kamerun.
Omedelbart efter att han ockuperat huvudstaden gick Habré vidare med att stärka sin makt genom att ockupera resten av landet. På knappt sex veckor erövrade han södra Tchad och krossade FAT, Kamougués milis, som förgäves hade hoppats på hjälp från Libyen. Resten av landet underkuvades också, med undantag av Tibesti.

### GUNT:s offensiv
Eftersom Gaddafi mestadels hade hållit sig på avstånd under månaderna före N'Djamenas fall hoppades Habré först kunna nå en överenskommelse med Libyen, möjligen genom ett avtal med dess ombud i Tchad, CDR:s ledare Acyl, som verkade vara mottaglig för dialog. Men Acyl dog den 19 juli och ersattes av Acheikh ibn Oumar, och CDR förargades av Habrés iver att förena landet, vilket fick honom att invadera CRS:s områden.
Det var därför med libyskt stöd som Goukouni återsamlade GUNT. I oktober skapade han en nationell fredsregering med säte i staden Bardaï i Tibesti som hävdade sig vara den legitima regering enligt villkoren i Lagosavtalet. För den förestående striden kunde Goukouni räkna med 3 000–4 000 män hämtade från flera miliser, som senare samlades i en Armée Nationale de Libération (ANL) under ledning av en sydtchadier, Negue Djogo.
Innan Gaddafi kunde lägga sin fulla vikt bakom Goukouni attackerade Habré GUNT i Tibesti, men slogs tillbaka både i december 1982 och i januari 1983. De följande månaderna intensifierades sammandrabbningarna i norr, medan samtalen, som kom så långt som till en utbyte besök i mars mellan Tripoli och N'Djamena, bröt samman. Därför förde Habré den 17 mars dispyten mellan Libyen och Tchad inför Förenta Nationerna och bad om ett brådskande sammanträde i FN:s säkerhetsråd för att ta ställning till Libyens "aggression och ockupation" av tchadiskt territorium.
Gaddafi var nu redo för en offensiv. Den avgörande offensiven började i juni, då en GUNT-styrka med 3 000 man invaderade Faya-Largeau, det främsta fästet för regeringen i den norra delen av landet, som föll 25 juni, och sedan fortsatte snabbt mot Koro Toro, Oum Chalouba och Abéché, och tog kontroll över huvudvägarna mot N'Djamena. Libyen hjälpte till med rekrytering och träning och tillhandahöll tungt artilleri till GUNT, men satte bara in några tusen reguljära soldater i offensiven, och de flesta av dessa var artilleri- och logistiska enheter. Detta kan ha berott på Gaddafis önskan att konflikten skulle uppfattas som en intern tchadisk affär.
Det internationella samfundet reagerade fientligt mot den libyskstödda offensiven, i synnerhet Frankrike och USA. Samma dag som Faya föll varnade Frankrikes utrikesminister Claude Cheysson Libyen att Frankrike inte skulle "förbli likgiltigt" till ny libysk inblandning i Tchad, och den 11 juni anklagade den franska regeringen åter Libyen för direkt militärt stöd till rebellerna. Franska vapenleveranser återupptogs den 27 juni och den 3 juli anlände en första kontingent av 250 zairier för att stärka Habré. USA tillkännagav i juli militär hjälp och mathjälp för 10 miljoner dollar. Gaddafi led också en diplomatisk motgång från OAU, som vid mötet som hölls i juni officiellt erkände Habrés regering och bad alla utländska trupper att lämna Tchad.
Med materiel från amerikanerna, zairierna och fransmännen omorganiserade Habré snabbt sina styrkor (nu kallade Forces Armées Nationales Tchadiennes eller FANT) och marscherade norrut för att möta GUNT och libyerna, som han mötte söder om Abéché. Habré visade åter sin förmåga, krossade Goukounis styrkor och startade en omfattande motoffensiv som gjorde det möjligt för honom att i snabb följd återta Abéché, Biltine, Fada och 30 juli Faya-Largeau, och hota att attackera Tibesti och Aouzouremsan.

### Opération Manta

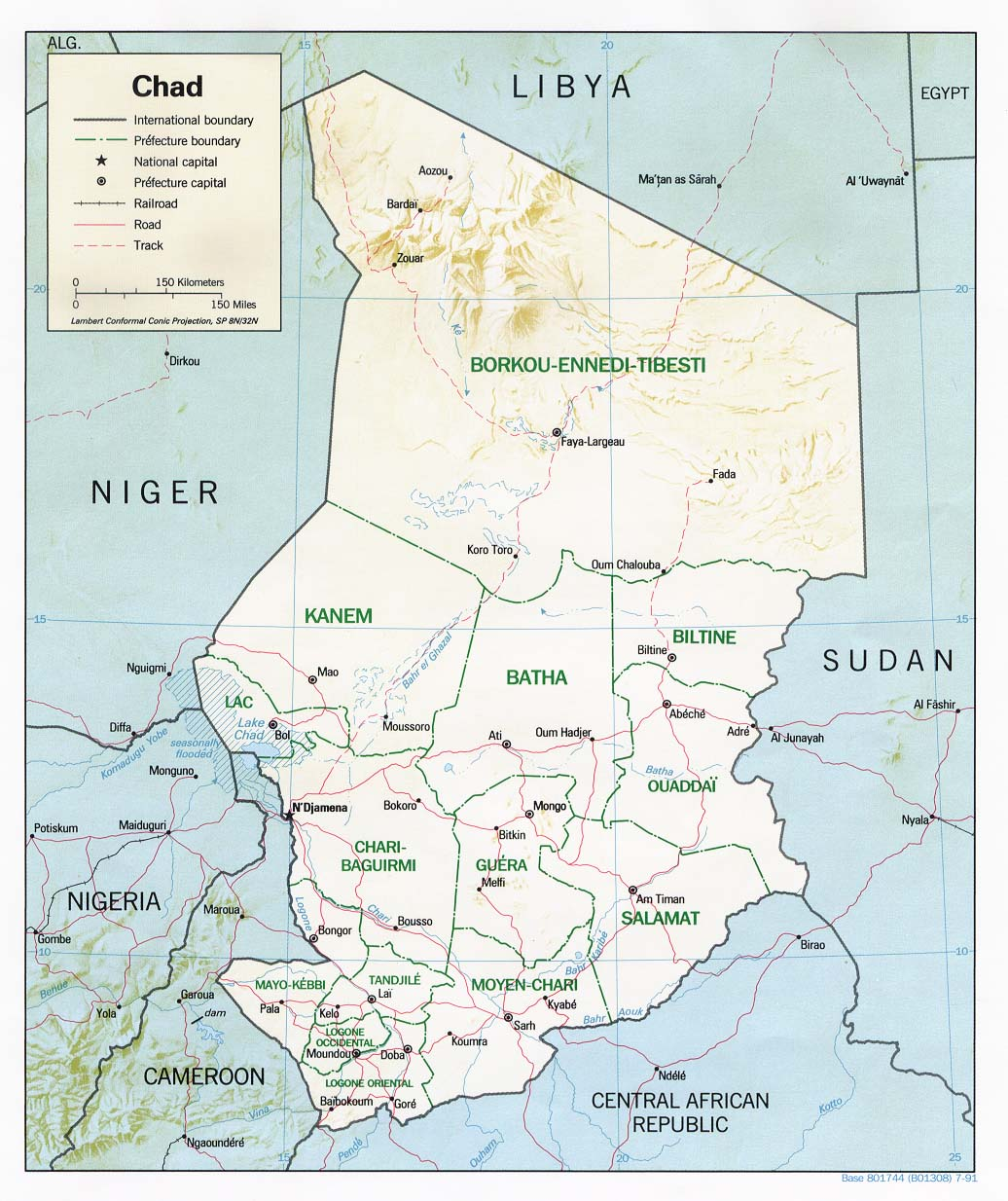
En karta över Tchad inklusive 15:e breddgraden (Röda linjen) där fransmännen separerade regeringsstyrkor från rebellstyrkor

När Gaddafi kände att en fullständig förstörelse av GUNT skulle vara ett oacceptabelt slag mot hans prestige, och fruktade att Habré skulle ge stöd till all opposition mot honom, förespråkade han en kraftfull libysk intervention, då hans tchadiska allierade inte kunde säkra en definitiv seger utan libyskt pansar och luftkrafter.
Sedan dagen efter stadens fall utsattes Faya-Largeau för ihållande flygbombning med användning av Su-22 och Mirage F-1 från flygbasen i Aouzou, tillsammans med Tu-22-bombplan från Sebha. Inom tio dagar hade en stor markstyrka samlats öster och väster om Faya-Largeau genom att först män, pansar och artilleri skeppades med flyg till Sabha, Al Kufrah och flygfältet i Aouzou, och sedan fördes med transportplan för kortare distanser till konfliktområdet. De nya libyska styrkorna uppgick till 11 000 man, mestadels reguljära trupper, och åttio stridsflygplan deltog i offensiven. Trots detta behöll libyerna sin traditionella roll att tillhandahålla eldunderstöd och ibland pansarvagnsangrepp, för anfallen mot GUNT, som kunde räkna med 3 000–4 000 man vid detta tillfälle.
Alliansen mellan GUNT och Libyen belägrade 10 augusti Faya-Largeau-oasen, där Habré had befäst sig med omkring 5 000 soldater. FANT:s försvarslinje hamrades av eld från raketkastare, artilleri och pansarvagnar och ihållande flygbombningar och bröt samman när GUNT lanserade sitt slutliga anfall, som lämnade 700 FANT-soldater på marken. Habré flydde med återstoden av sin armé till huvudstaden, utan att förföljas av libyerna.
Detta kom att visa sig vara en taktisk blunder, då Libyens nya intervention hade skrämt upp Frankrike, som, även på grund av amerikanska och afrikanska påtryckningar, den 6 augusti tillkännagav att franska trupper skulle återvända till Libyen som en del av Opération Manta, med syftet att stoppa GUNT:s och Libyens framryckning och mer allmänt försvaga Gaddafis inflytande i Tchads inre angelägenheter. Tre dagar senare flyttades flera hundra franska soldater till N'Djamena från Centralafrikanska republiken, som senare ökades till 2 700, med flera divisioner attackflygplan av typen SEPECAT Jaguar. Detta gjorde det till den största expeditionsstyrkan som någonsin ihopsamlats av fransmännen i Afrika, förutom Algeriska självständighetskriget.
Den franska regeringen ritade sedan en gräns (den så kallade Röda linjen) längs 15:e breddgraden, som sträckte sig från Mao till Abéché, och varnade att de inte skulle tolerera någon intrång söder om denna linje av libyska styrkor eller GUNT-styrkor. Både libyerna och fransmännen höll sig på sin sida om linjen. Frankrike visade sig ovilligt att hjälpa Habré att återta den norra delen av landet och libyerna undvek att inleda en konflikt med Frankrike genom att attackera linjen. Detta ledde till en de facto uppdelning av landet. Libyen behöll kontroll över allt territorium norr om Röda linjen.
Ett uppehåll följde, under vilket i november samtal sponsrade av OAU misslyckades med att försona de motsatta tchadiska grupperingarna. Inte mer framgångsrik var Etiopiens ledare Mengistus försök i början av 1984. Mengistus misslyckande följdes den 24 januari av en GUNT-attack, med stöd av tungt libyskt pansar, mot FANT:s utpost Ziguey. Denna åtgärd syftade främst till att övertala Frankrike och de afrikanska staterna att återuppta förhandlingarna. Frankrike reagerade på denna överträdelse av Röda linjen genom att genomföra den första betydande motattacken i luften, förde in nya soldater till Tchad och flyttade ensidigt försvarslinjen till 16:e breddgraden.

### Franskt tillbakadragande
För att få slut på dödläget föreslog Gaddafi den 30 april ett ömsesidigt tillbakadragande av både de franska och de libyska trupperna från Tchad. Frankrikes president François Mitterrand visade sig mottaglig för erbjudandet, och den 17 september tillkännagav de två ledarna offentligt att det ömsesidiga tillbakadragandet skulle börja den 25 september och vara fullbordat 10 november. Avtalet prisades först i medierna som ett bevis på Mitterrands diplomatiska förmåga och ett avgörande framsteg mot lösning på krisen i Tchad. Det motsvarade också Mitterrands målsättning att föra en utrikespolitik gentemot Libyen och Tchad som var oberoende av både USA och Tchads regering.
Frankrike respekterade tidsgränsen, men libyerna begränsade sig till att dra in några styrkor, medan minst 3 000 man behölls stationerade i norra Tchad. När detta blev uppenbart blev det en källa till betydande genans för fransmännen och anledning till gräl mellan Frankrikes och Tchads regeringar.
Enligt Nolutshungu kan den bilaterala överenskommelsen mellan Frankrike och Libyen 1984 ha givit Gaddafi ett utmärkt tillfälle att hitta en utväg från dilemmat i Tchad, samtidigt som det stärkte hans internationella prestige och satt honom i en situation där han kunde tvinga Habré att godta ett fredsavtal som skulle ha inbegripit Libyens ställföreträdare i Tchad. I stället misstolkade Gaddafi Frankrikes tillbakadragande som en villighet att acceptera Libyens militära närvaro i Tchad och dess de facto annektering av hela BET-prefekturen, en handling som tveklöst skulle möta opposition från alla grupperingar i Tchad och från OAU och FN. Gaddafis blunder skulle så småningom medföra hans nederlag, med GUNT:s uppror mot honom och en ny fransk expedition 1986.

### Opération Épervier
Under perioden mellan 1984 och 1986, då ingen större sammanstötning ägde rum, stärkte Habré sin ställning kraftigt tack vare starkt amerikanskt stöd och Libyens underlåtenhet att respektera den fransk-libyska överenskommelsen. En avgörande faktor var också de tilltagande interna stridigheterna mellan olika grupperingar i GUNT efter 1984, som främst rörde striden mellan Goukouni och Acheikh ibn Oumar om ledarskapet för organisationen.
Under denna period utökade Gaddafi sin kontroll över norra Tchad, byggde nya vägar och anlade en större ny flygbas, Ouadi Doum, med syftet att ge bättre stöd till luft- och markoperationer bortom Aouzouremsan, och förde in avsevärda förstärkningar 1985, så att Libyens styrkor i landet ökade till 7000 soldater, 300 pansarvagnar och 60 stridsflygplan. Medan denna organisering ägde rum gick betydande delar av GUNT över till Habrés regering, som en del av Habrés försoningspolitik.
Dessa deserteringar förskräckte Gaddafi, då GUNT erbjöd en täckmantel av legitimitet till Libyens närvaro i Tchad. För att sätta stopp för dessa och återförena GUNT inleddes en stor offensiv mot Röda linjen, vars yttersta mål var själva N'Djamena. Attacken, som inleddes den 10 februari, omfattade 5 000 libyska soldater och 5 000 soldater från GUNT, och koncentrerades på FANT:s utposter Kouba Olanga, Kalait och Oum Chalouba. Kampanjen slutade med katastrof för Gaddafi, när en motoffensiv från FANT den 13 februari med hjälp av den nya utrustningen från Frankrike tvingade attackerarna att retirera och omorganisera sig.
Viktigast var Frankrikes reaktion på attacken. Gaddafi hade möjligen trott att Mitterrand, på grund av det kommande franska parlamentsvalet, skulle ha tvekat att inleda en ny riskabel och kostsam expedition för att rädda Habré. Denna bedömning visade sig felaktig, då det som den franske presidenten inte kunde riskera politiskt var att visa svaghet gentemot libysk aggression. Som en följd av detta inleddes Opération Epervier den 14 februari. I operationen fördes 1200 franska soldater och flera skvadroner jaguarer till Tchad. Två dagar senare bombade Frankrikes flygvapen Libyens flygbas Ouadi Doum, vilket orsakade vedergällning följande dag genom att Libyen bombade N'Djamenas internationella flygplats.

### Tibestikriget
Förlusterna som drabbade GUNT i februari och mars accelererade organisationens upplösning. När Goukouni inte dök upp vid en ny runda OAU-sponsrade samtal som hölls i Kongo misstänkte många Libyens hand, vilket ledde till att vicepresidenten Kamougué lämnade GUNT, följd av Första armén och FROLINAT Originel. I augusti var det CDR:s tur att lämna koalitionen. CDR intog staden Fada. När Goukounis FAP i oktober försökte återta Fada attackerade den libyska garnisonen Goukounis trupper, vilket ledde till ett fältslag som i praktiken innebar slutet för GUNT. Samma månad blev Goukouni arresterad av libyerna, medan hans soldater gjorde uppror mot Gaddafi, tvingade bort libyerna från alla deras ställningar i Tibesti, och gick över till Habré den 24 oktober.
För att återupprätta sina tillförselvägar och återta städerna Bardaï, Zouar och Wour skickade libyerna en specialstyrka till Tibesti med 2 000 soldater med T-62-pansarvagnar och tungt stöd från Libyens flygvapen. Offensiven började framgångsrikt och körde ut GUNT från dess främsta fästen. Vid offensiven användes napalm och, har det hävdats, giftgas. Denna attack gick till slut snett och orsakade en omedelbar reaktion från Habré, som skickade 2 000 FANT-soldater för att förenas med GUNT-styrkorna. Även Mitterrand reagerade kraftfullt och beordrade en insats som levererade bränsle, mat, ammunition och pansarvärnsrobotar till rebellerna med fallskärm, och infiltrerade också militär personal. Genom denna handling klargjorde fransmännen att de inte längre kände sig förpliktade att hålla sig söder om Röda linjen, och var beredda att agera närhelst de ansåg det vara nödvändigt.
Habré var militärt bara delvis framgångsrik i sitt försök att driva ut libyerna från Tibesti (libyerna kom att lämna regionen fullständigt i mars, när en serie nederlag i nordöst hade gjort området ohållbart), men kampanjen var ett stort strategiskt genombrott för FANT, då den omvandlade ett inbördeskrig till ett nationellt krig mot en utländsk invaderare och framkallade en känsla av nationell enighet som aldrig tidigare hade setts i Tchad.

### Toyotakriget
Vid början av 1987, krigets sista år, var den libyska expeditionsstyrkan fortfarande imponerande med 8 000 soldater och 300 pansarvagnar, men den hade förlorat det viktiga stödet från sina tchadiska allierade, som i allmänhet hade tillhandahållit rekognosering och infanteri. Utan dem liknade de libyska garnisonerna isolerade och sårbara öar i Tchads öken. På andra sidan stärktes FANT kraftigt, och hade nu 10 000 högt motiverade soldater utrustade med snabbrörliga och sandanpassade Toyotafordon (så kallade "technicals") utrustade med pansarvärnsroboten MILAN, vilket gav namnet "Toyotakriget" åt den sista fasen i konflikten mellan Libyen och Tchad.
Habré inledde den 2 januari 1987 sin återerövring av norra Tchad med en framgångsrik attack på de välförsvarade libyska kommunikationsbasen Fada. Mot den libyska armén utförde den tchadiske befälhavaren Hassan Djamous en serie snabba kniptångsmanövrer, där de libyska ställningarna omringades och krossades genom plötsliga attacker från alla sidor. Denna strategi upprepades av Djamous i mars slagen vid B'ir Kora och Ouadi Doum. Libyen drabbades av omfattande förluster och Gaddafi tvingades utrymma norra Tchad.
Detta hotade i sin tur Libyens kontroll över Aouzouremsan, och Aouzou föll i augusti till FANT, bara för att slås tillbaka av en överväldigande libysk motoffensiv och Frankrikes vägran att ge luftskydd till tchadierna. Habré svarade snabbt på denna motgång med att göra det första tchadiska intrånget på libyskt territorium under konflikten, då han den 5 september genomförde en fullständigt framgångsrikt överraskningsräd mot den viktiga libyska flygbasen Maaten al-Sarra. Denna attack ingick i en plan för att avlägsna hotet från Libyens flygvapen inför en förnyad offensiv mot Aouzou.
Den planerade attacken mot Aouzou blev aldrig verklighet, eftersom storleken på segern vid Maaten al-Sarra fick Frankrike att frukta att attacken mot flygbasen bara var första stadiet i en allmän offensiv mot själva Libyen, vilket Frankrike inte var berett att tolerera. Gaddafi som nu var utsatt för internt och internationellt tryck visade sig mer försonlig, vilket ledde till en vapenvila framförhandlad av OAU den 11 september.

## Efterspel
Det förekom många brott mot vapenvilan, men incidenterna var relativt små. De två regeringarna inledde omedelbart komplexa diplomatiska manövrer för att få världsopinionen på sin sida i fall konflikten skulle återupptas, vilket i stor utsträckning var väntat. Men de två parterna bemödade sig också om att hålla dörren öppen för en fredlig lösning. Denna inriktning förespråkades av Frankrike och de flesta afrikanska stater, medan Reagans administration såg en återupptagen konflikt som en möjlighet att avsätta Gaddafi.
Relationerna mellan de två länderna förbättrades stadigt. Gaddafi visade tecken på att han ville normalisera relationerna med Tchads regering, och till och med erkänna att kriget hade varit ett misstag. I maj 1988 förklarade Gaddafi att han skulle erkänna Habré som Tchads legitime president "som en gåva till Afrika". Detta ledde den 3 oktober till att fullständiga diplomatiska förbindelser återupptogs mellan Libyen och Tchad. Året därpå, den 31 augusti 1989, möttes representanter för Tchad och Libyen i Alger för att förhandla fram ett ramavtal om en fredlig lösning på den territoriella dispyten. Gaddafi gick med på att diskutera Aouzouremsan med Habré och föra frågan inför internationella domstolen i Haag för ett bindande avgörande om de bilaterala samtalen misslyckades. Därför förde parterna efter ett års resultatlösa förhandlingar dispyten till internationella domstolen i september 1990.
Relationerna mellan Libyen och Tchad förbättrades ytterligare när den libyskstödde Idriss Déby avsatte Habré den 2 december. Gaddafi var den första statschefen som erkände den nya regimen, och han undertecknade också avtal om vänskap och samarbete på olika nivåer. Men rörande Aouzouremsan följde Déby sin företrädare och förklarade att han om nödvändigt skulle kriga för att hålla remsan borta från Libyens kontroll.
Aouzoudispyten avgjordes för gott den 3 februari 1994 när domarna i internationella domstolen med röstsiffrorna 16 mot 1 avgjorde att Aouzouremsan tillhörde Tchad. Domstolens beslut genomfördes utan dröjsmål och de två parterna undertecknade redan 4 april ett avtal rörande de praktiska detaljerna för att genomföra domslutet. Tillbakadragandet av Libyens trupper från Aouzouremsan påbörjades under internationell övervakning den 15 april och var slutfört den 10 maj. Den formella och slutliga överföringen av remsan från Libyen till Tchad skedde den 30 maj, då sidorna undertecknade en gemensam deklaration om att Libyens tillbakadragande hade utförts.